# Kirche von Alböke

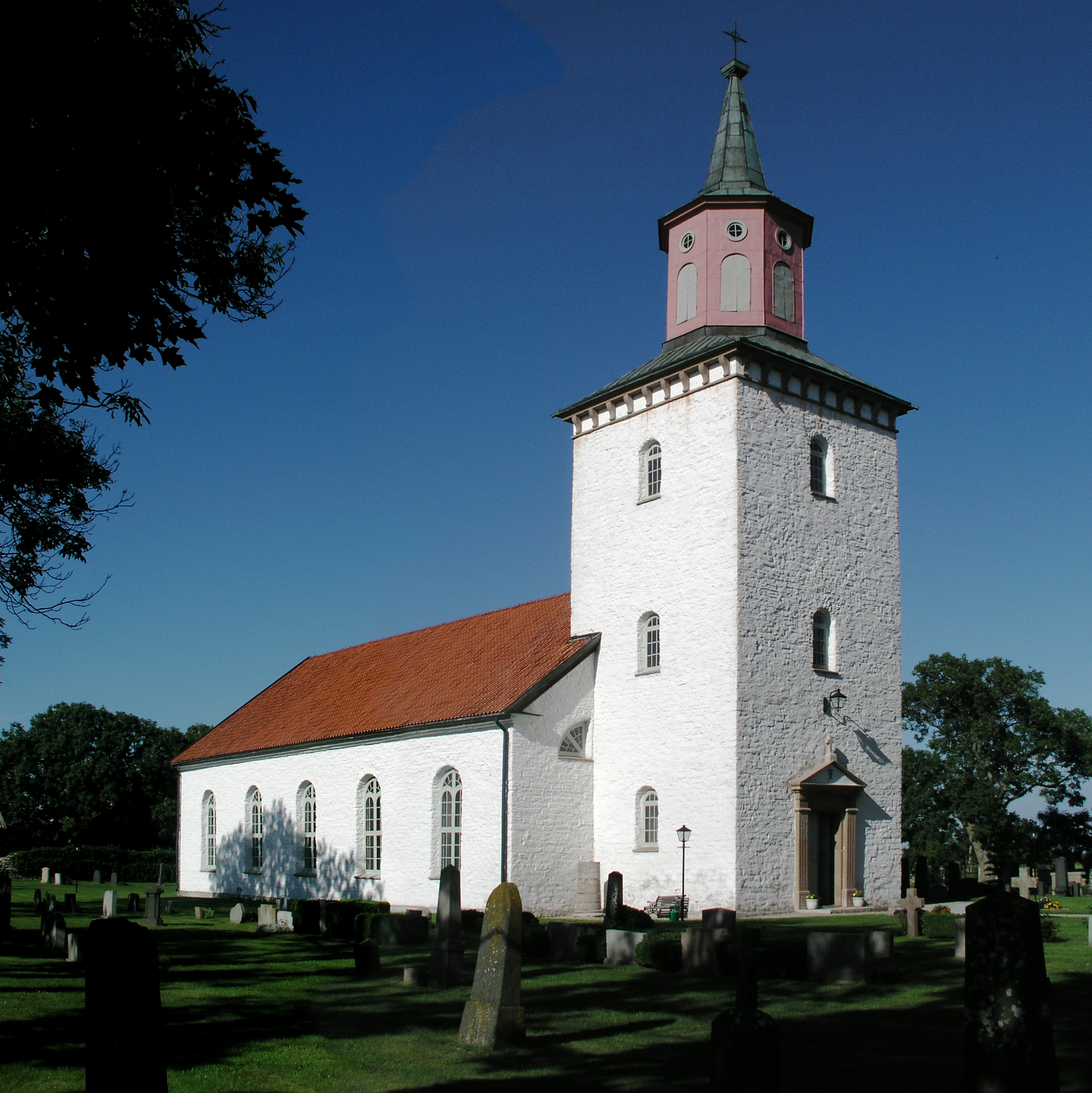
Die neue Kirche

Die Kirche von Alböke auf der schwedischen Insel Öland, nördlich von Köpingsvik ist eines der drei Kirchengebäude in der Kirchengemeinde Föra-Alböke-Löts församling der evangelisch-lutherischen Schwedischen Kirche. Das Gebäude steht als kirchliches Kulturerbe (kyrkligt kulturminne) unter Denkmalschutz.

## Die alte Kirche
Die erste steinerne Kirche wurde wahrscheinlich im 12. Jahrhundert errichtet. Reste ihrer Fundamente sind um den heutigen Kirchturm sichtbar. Vor der ersten Steinkirche gab es einen Vorgängerbau aus Holz. Die Kunsthistorikerin Ragnhild Boström (1917–2016) glaubte, dass die Kirche auf dem Gelände einer heidnischen Opferstätte errichtet wurde, worauf auch der Ortsname mit dem Präfix „Al“ hindeute.
Die mittelalterliche Kirche bestand aus dem Kirchenschiff, der Apsis und einer Vorhalle. Im Westen erhob sich später ein Turm. Das Kirchendach war mit Teer und Sägemehl gedeckt. Die Wände waren wahrscheinlich innen und außen unverputzt. Während die Apsis und der Turm (im Erdgeschoss) ein steinernes Gewölbe besaßen, war das Kirchenschiff mit einem offenen Dachstuhl versehen. 
Im 13. Jahrhundert wurde über dem im Osten gelegenen Chor ein zweiter Turm errichtet. Die Wände des Kirchenschiffs und des Westturms wurden verstärkt. Eine hohe Mauer um den Kirchenkomplex mit dem Friedhof entstand im Zusammenhang mit den Umbauten. Die Kirche wurde damit zu einer Sattelkirche, die der Pfarrgemeinde auch als Zuflucht diente. Als sie 1861 abgerissen wurde, um Platz für einen Kirchenneubau zu schaffen, war sie die letzte und wahrscheinlich auch die älteste Kirche dieses Typs auf Öland. Eine Lithographie von Nils M. Mandelgren von 1883 zeigt den Zustand der Kirche vor dem Abriss der Kirche.

## Die neue Kirche
Die zwischen 1859 und 1862 errichtete neue Kirche ersetzt die alte. Sie wurde im rechten Winkel zur alten errichtet und ist damit die einzige Kirche auf Öland mit einer Nord-Süd-Ausrichtung. Die Mauern der Kirche bestehen aus Kalkstein. Der Stein wurde nicht nur von der Stora Alvaret geholt, sondern auch Teile der hohen Einfriedungsmauer wurde abgebaut. Um den Turm läuft ein Sims aus rotem Kalkstein, aus dem auch zwei Portale bestehen. Das Dach des Kirchenschiffes und der Sakristei sind mit Fliesen gedeckt. Der Oberteil des abgesetzten Turmes hat eine Kupferhaube. Im Kircheninnern befindet sich einfacher Raum mit einer flachen Bogendecke aus Holz. Artefakte der mittelalterlichen Kirche sind erhalten und schmücken die neue Kirche. Bänke, Altar und Galerie sind zeitgenössisch. Ein Triumphkreuz von etwa 1300 ist auf der Ostwand angebracht. An der westlichen Wand befindet sich eine Madonna, die Mitte des 15. Jahrhunderts in Norddeutschland entstand. Die Kanzel und der Altar Aufsatz sind wohl von 1794. 

Kirche von Alböke
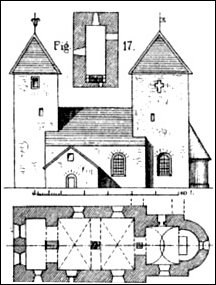
Die Sattelkirche von Alböke nach einer Zeichnung des 19. Jahrhunderts
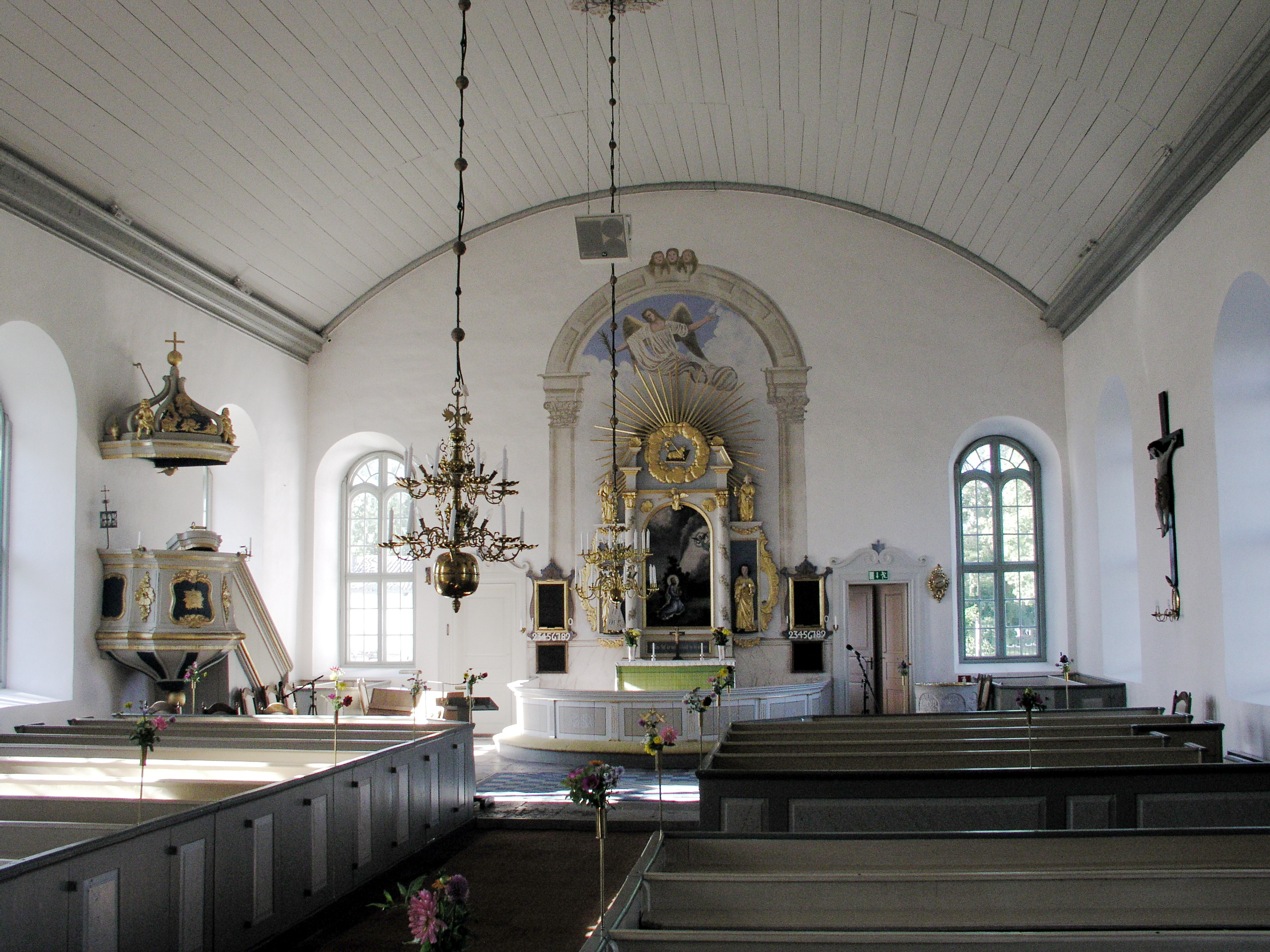
Kanzel und Altar
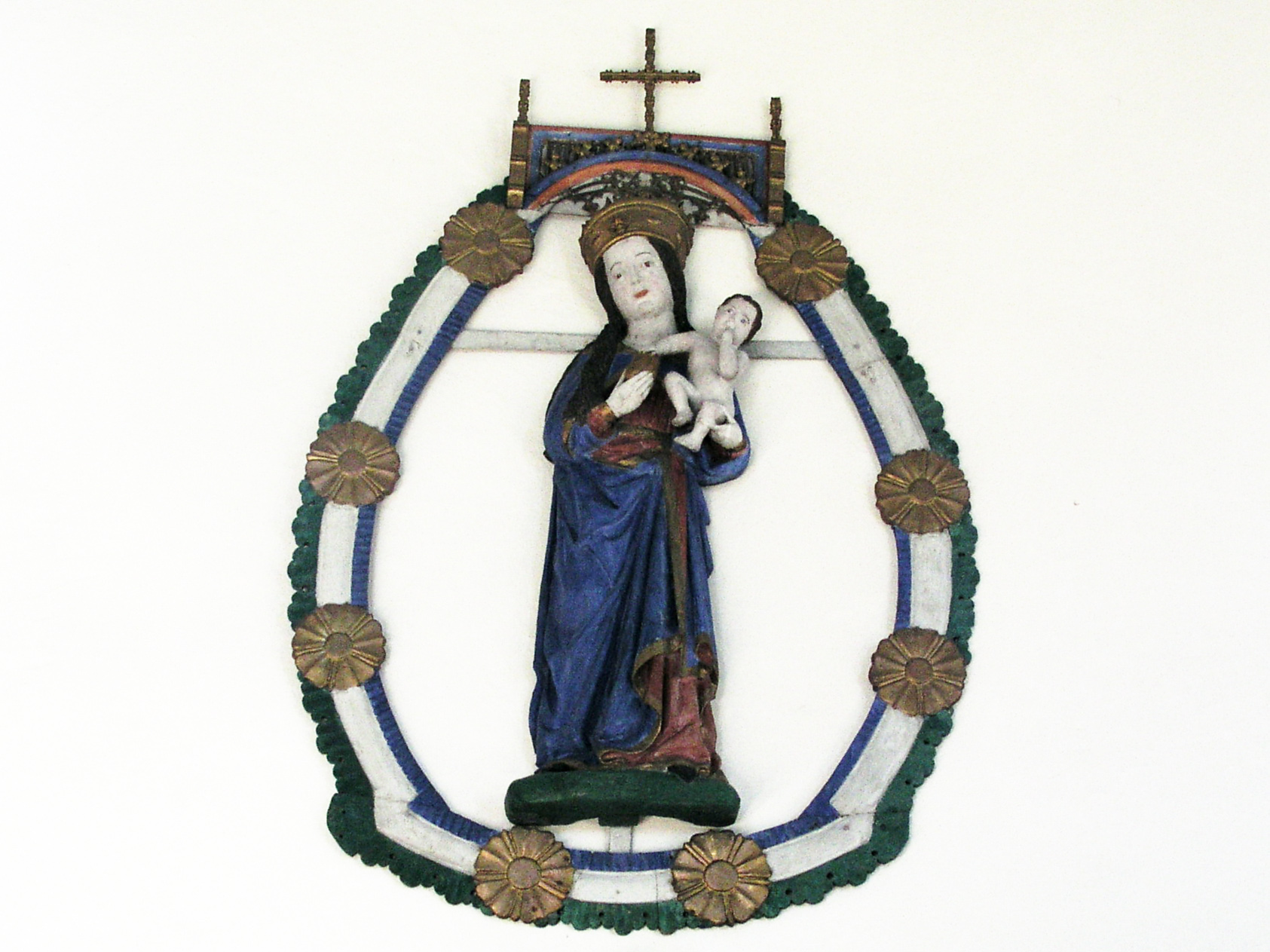
Madonna